# Claudio Ricardo
Claudio Ricardo 1589 - 1664 , Jesuita francés versado en hebreo fue catedrático de los Estudios Reales del Colegio Imperial de Madrid, fundados siete años antes, gracias al impulso dado por Hernando de Salazar, labor que realizó desde 1636 sucediendo al jesuita flamenco Andre Tacquet, hasta su muerte en 1664. 
Se le atribuyen Tratado de la división de las doce líneas rectas divididas de las pantómetras con el uso práctico d’ellas en la geometría práctica, y juntamente las demostraciones de esas divisiones y del uso,  de 1656.